# 石磺
石磺（学名：Onchidium verruculatum），臺灣澎湖當地俗稱貓仔奇、海貓，是缩柄眼目石磺科石磺屬的一种。

## 特征
卵圆形身体，长4－5厘米，无壳；体外被有灰褐色革质外套膜，眼睛位于触角顶端，或眼多排列于背上；鳃成树枝状，突出体的后部；肛门旁有呼吸孔与肺相通，出水则打开，入水则闭合。

## 分布
主要分布于中国大陆、臺灣，常栖息在潮间带礁岩区。